# NGC 3306
NGC 3306 est une galaxie spirale barrée de type magellanique et située dans la constellation du Lion. Elle a été découverte par l'astronome américain Lewis Swift en 1886.

## Caractéristiques
Sa vitesse par rapport au fond diffus cosmologique est de 3 233 ± 24 km/s, ce qui correspond à une distance de Hubble de 47,7 ± 3,4 Mpc (∼156 millions d'al).
À ce jour, 13 mesures non basées sur le décalage vers le rouge (redshift) donnent une distance de 44,423 ± 7,980 Mpc (∼145 millions d'al), ce qui est à l'intérieur des valeurs de la distance de Hubble.
La classe de luminosité de NGC 3306 est V et elle présente une large raie HI.

## Groupe de NGC 3306
Selon une étude publiée par A.M. Garcia en 1993, NGC 3306 fait partie d'un groupe de galaxies qui porte son nom, même si ce n'est pas la plus brillante (c'est NGC 3300) ni la plus grosse (c'est aussi NGC 3300) galaxie du groupe. Le groupe de NGC 3306 comprend au moins sept galaxies dont NGC 3300, UGC 5695, UGC 5739, UGC 5758, UGC 5760 et UGC 5781.